# Hưng Tuyên đại viện quân
Hưng Tuyên đại viện quân (tiếng Trung: 興宣大院君; tiếng Hàn Quốc: 흥선대원군, sinh ngày 24 tháng 1 năm 1821 - mất ngày 22 tháng 2 năm 1898) là chính khách và nhiếp chính vương của nhà Triều Tiên.

## Xuất thân
Hưng Tuyên Đại Viện Quân nguyên danh Lý Hạ Ứng (李昰應), tự Thì Bá (時伯), hiệu Thạch Ba (石坡), bút hiệu Hải Đông cư sĩ (海東居士), sinh vào ngày 24 tháng 1 năm 1821 tại Hán Thành, là con trai thứ tư của Nam Diên quân Lý Cầu (李球), hậu duệ đời thứ 7 của Lân Bình Đại Quân (麟坪大君) - con trai thứ ba của Triều Tiên Nhân Tổ. Gia tộc họ Lý của ông được gọi theo nhánh là Toàn Châu Lý thị (全州李氏; 전주이씨), rất có thế lực ở Toàn Châu.
Thân mẫu của ông là Ly Hưng Quận Phu nhân Mẫn thị (驪興郡夫人閔氏), xuất thân từ gia tộc danh giá Ly Hưng Mẫn thị (驪興閔氏), nguyên quán ở Ly Châu, một gia tộc được tương truyền là hậu duệ của Mẫn Tổn (闵损), đệ tử của Khổng Tử.

## Sự nghiệp
Ông là quan nhiếp chính của nhà Triều Tiên trong giai đoạn (1863 - 1874) với thân phận là cha của Triều Tiên Cao Tông. Đương thời ông ở trong Vân Hiện Cung (雲峴宮).
Danh hiệu Đại Viện Quân (대원군) là danh vị dành cho thân phụ của các Triều Tiên quốc vương mà chưa từng làm Quốc vương, trong lịch sử Hàn Quốc đã có 3 vị Đại viện quân, nhưng vì sự ảnh hưởng quá lớn của Hưng Tuyên đại viện quân mà cụm từ này thường ám chỉ đến ông.
Trong suốt thời kỳ lịch sử cuối cùng của chế độ quân chủ Triều Tiên, Hưng Tuyên đại viện quân được biết đến vì sự ảnh hưởng mạnh mẽ trên mọi lĩnh vực của mình, đàn áp tàn bạo Thiên Chúa giáo cũng như với người phương Tây muốn xâm nhập vào lãnh thổ Triều Tiên.

## Gia quyến
- Phu nhân: Ly Hưng phủ đại phu nhân Mẫn thị (驪興府大夫人閔氏; 1818 - 1898), xuất thân Ly Hưng Mẫn thị (骊兴閔氏), con gái của Tặng Lĩnh nghị chánh Mẫn Trí Cửu (贈領議政閔致久) và Trinh Kính phu nhân Toàn Châu Lý thị (貞敬夫人全州李氏), hậu duệ của Đức Hưng Đại viện quân Lý Thiệu (德興大院君李岹) - cha của Triều Tiên Tuyên Tổ. Sau khi mất, được ban thụy hiệu Thuần Mục đại viện phi (純穆大院妃).
  - Trưởng tử: Hoàn Hưng quân Lý Tái Niệm (完興君李載冕; 1845 - 1912).
  - Thứ tử: Triều Tiên Cao Tông Lý Tái Hoảng [李載晃], khi đó có phong hiệu Dực Thành quân (翼成君).
  - Thứ xuất tử: Hoàn Ân quân Lý Tái Tiên (完恩君李載先; 1842 - 1881).
  - Trưởng nữ: kết hôn với Triệu Khánh Hạo (趙慶鎬).
  - Thứ nữ: kết hôn với Triệu Đỉnh Cửu (趙鼎九).
  - Thứ xuất nữ: kết hôn với Lý Doãn Dụng (李允用), anh thứ của Lý Hoàn Dụng (李完用; 이완용).

## Ảnh hưởng
Năm 2000, trong quá trình khai thác tư liệu quốc tế để tiến tới sản xuất phim Minh Thành Hoàng hậu, ban chế tác điện ảnh đài KBS đã dựa vào một bức ảnh trắng đen màu hóa trên Internet của Pháp để thiết kế y phục nhân vật Hưng Tuyên Đại Viện Quân thời kỳ nhiếp chính (vai đại viện quân do Yoo Dong-geun đảm nhận), năm 2012 đài MBC cũng phỏng bức ảnh này để sản xuất phim Dr. Jin (vai đại viện quân do Lee Beom-soo đảm nhận). Tuy nhiên, đến năm 2015, Facebooker Sơn Nam Tử đã phát hiện bức ảnh kì thực là chân dung quan đại thần Nguyễn Tuyên của nhà Nguyễn (Việt Nam), dựa theo quy chế phục sức được tường bày trong ấn phẩm Ngàn năm áo mũ của tác giả Trần Quang Đức.
Sự nhầm lẫn này khởi thủy từ năm 1979, khi đức cha Jeong Soon-jae giám mục giáo phận Daegu mua lại bản sao bức ảnh từ linh mục Louis Delande (Pháp). Trong thời gian khá lâu, bản sao này lại được chép thành nhiều bản đem trưng bày tại các triển lãm lịch sử Hàn Quốc, dẫn tới sự cố dây chuyền trên màn ảnh nhỏ.

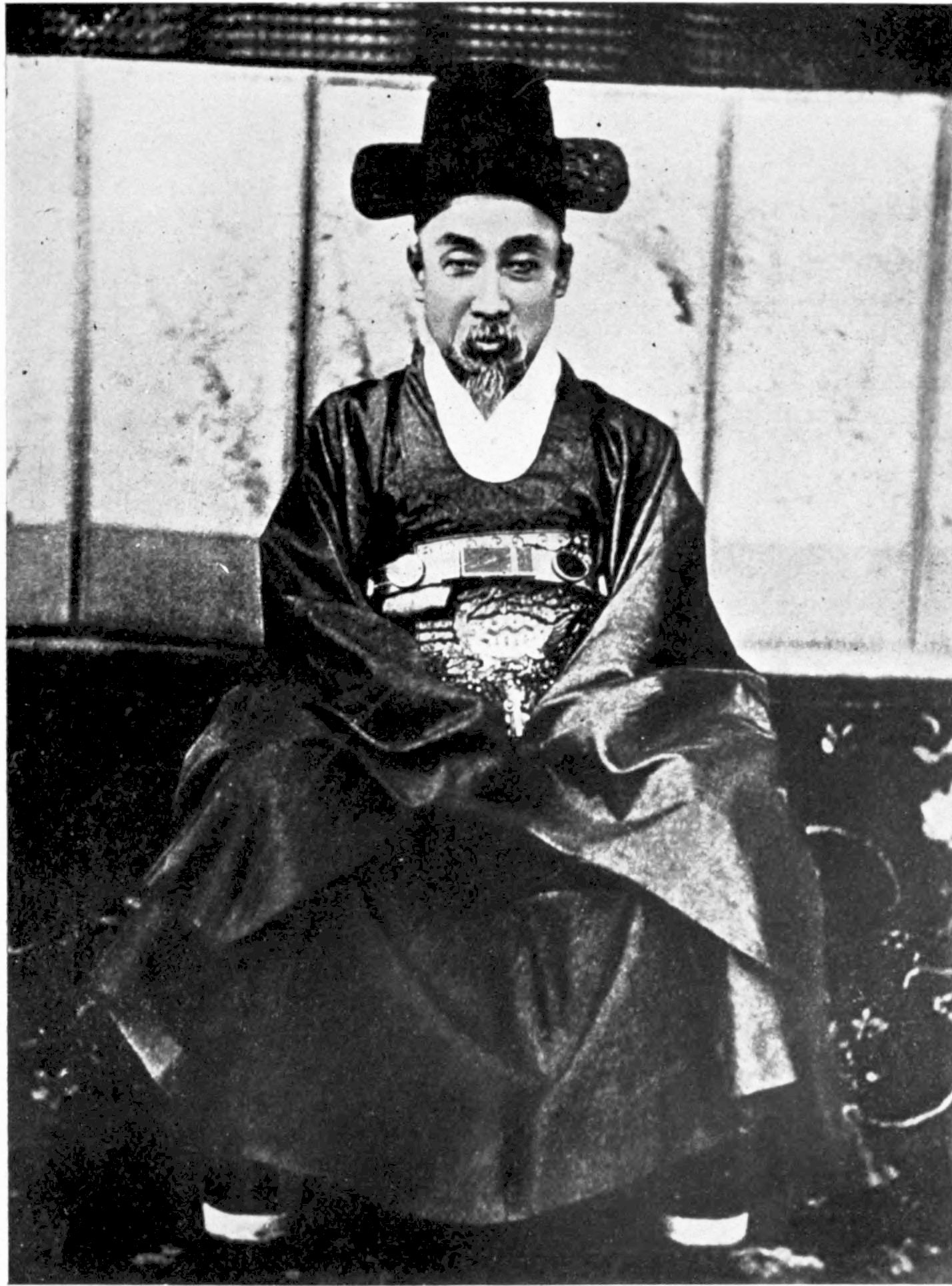
Chân dung Hưng Tuyên đại viện quân những năm cuối đời, được một ấn phẩm Mỹ công bố tại New York năm 1906.
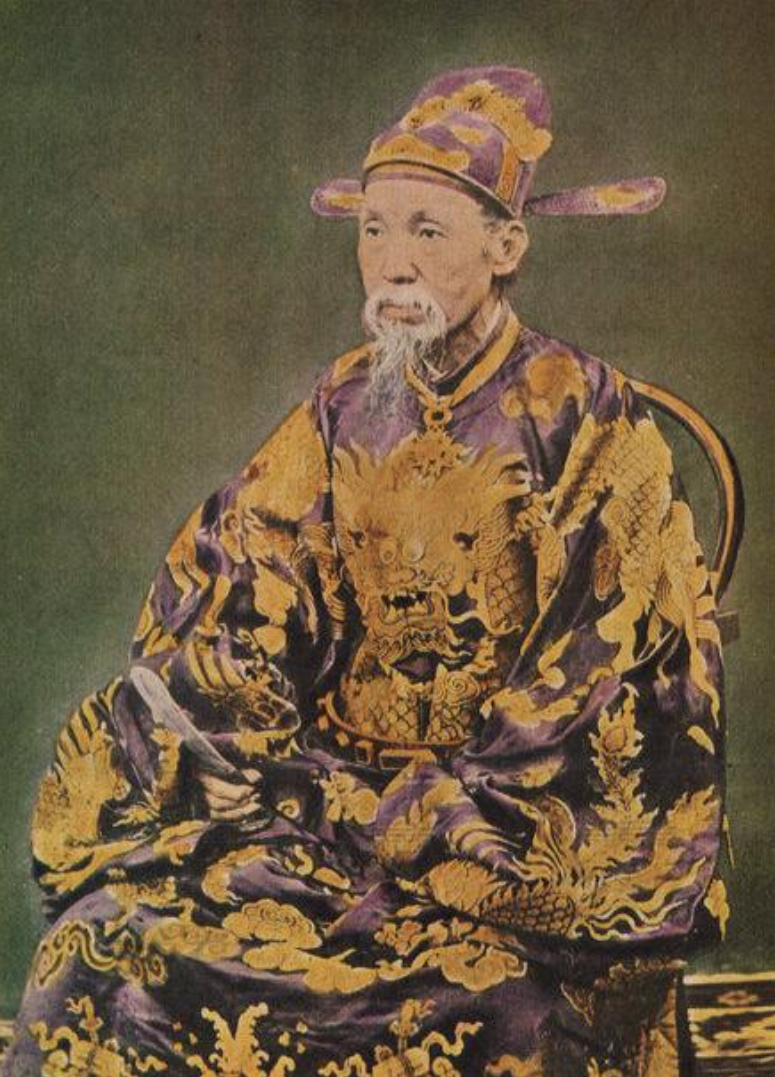
Bức chân dung quan đại thần Nguyễn Tuyên thuở nhiệm kinh lược Bắc Kỳ bị nhầm với Hưng Tuyên đại viện quân.
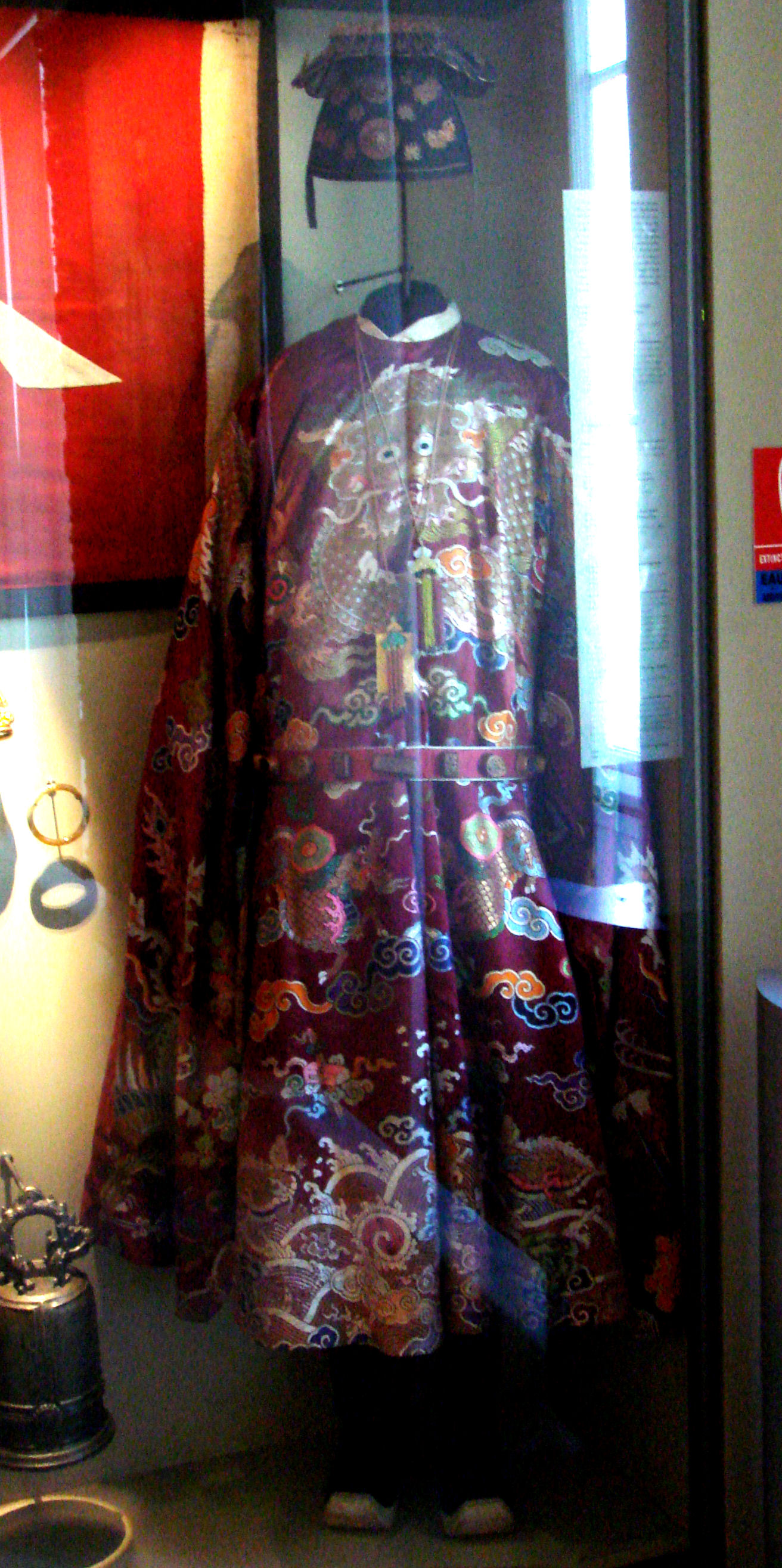
Quan phục của tổng đốc Nguyễn Tri Phương tại bảo tàng quân sự Pháp (Musee de l'Armee) trùng với kiểu áo của quan kinh lược Nguyễn Tuyên.
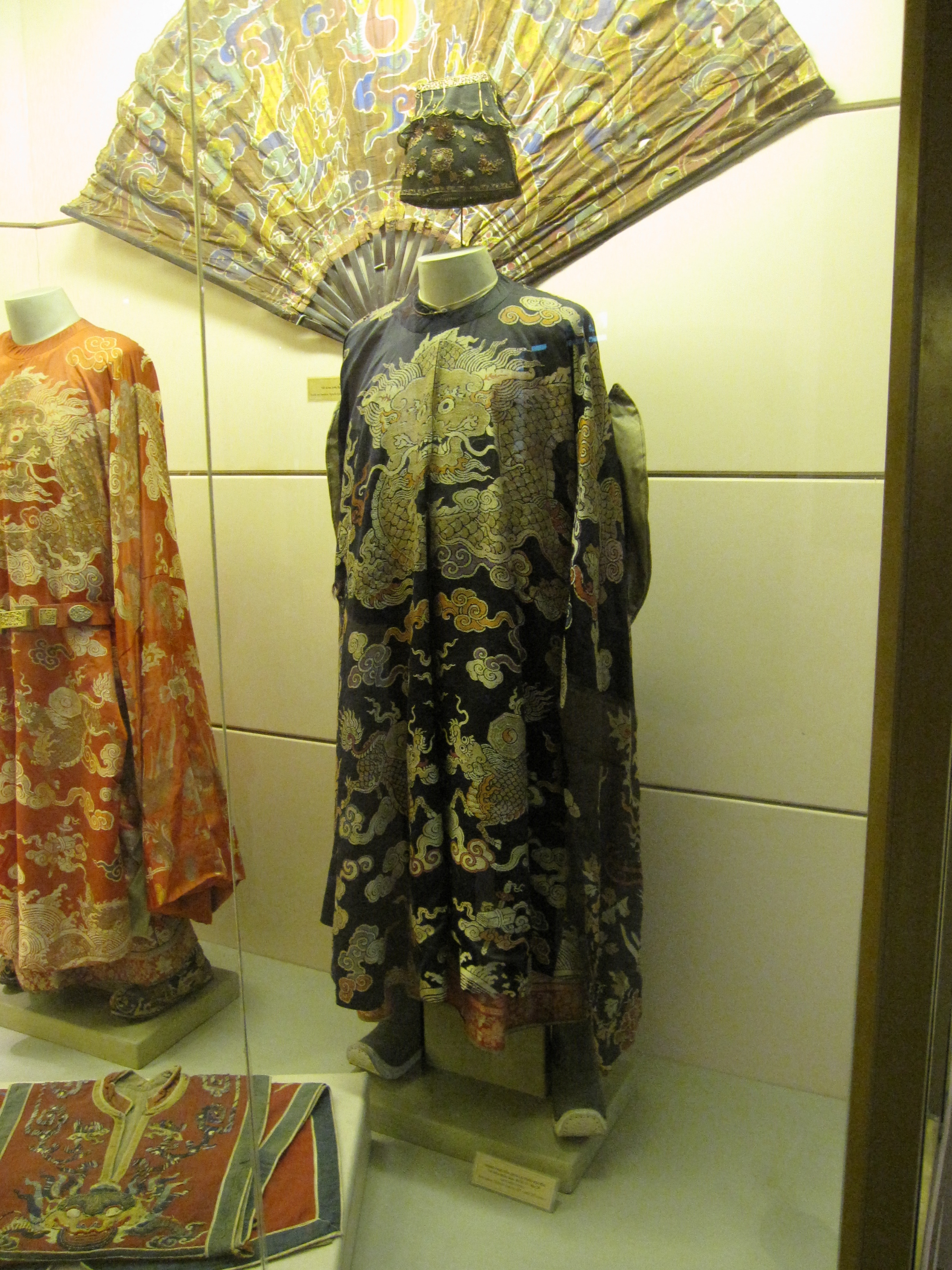
Mãng bào văn ban chánh nhị phẩm màu cam bích chỉ dành cho các trọng thần triều Nguyễn không nhất thiết xuất thân hoàng phái, các tư liệu Hàn Quốc tưởng nhầm màu đen.